# Marston (Staffordshire)
 (octobre 2023).
Pour les articles homonymes, voir Marston (homonymie).
Marston est un village et une paroisse civile du Staffordshire, en Angleterre.